# Celvin Galindo
Celvin Galindo (* 24. Dezember 1957 in Guatemala-Stadt) ist ein guatemaltekischer Staatsanwalt.
Galindo studierte Rechtswissenschaft an der Universität San Carlos de Guatemala. Danach arbeitete er als Rechtsanwalt für die internationale Organisation Feed The Children, beim Sozialversicherungsinstitut von Guatemala und als Lehrbeauftragter. Nach einer Reform des Strafprozessrechts trat er 1995 den Dienst als Staatsanwalt an.
1999 wurde ihm die Aufklärung des Mordes an Bischof Juan Gerardi Conedera übertragen. Nach Abschluss seiner Ermittlungen im September 1999 benannte er Tatverdächtige und Hintermänner aus Militär und Geheimdienst. Daraufhin wurde er beschattet, abgehört und eingeschüchtert. Aufgrund massiver Morddrohungen musste er im Oktober 1999 sein Amt niederlegen und mit seiner Familie das Land verlassen – ebenso wie zuvor der Richter Henry Monroy und später die Richterin Yasmín Barrios. Galindo fand zunächst in Deutschland Zuflucht, wo er mit einem Stipendium der Friedrich-Ebert-Stiftung wissenschaftlich tätig war. Später zog Galindo nach Barcelona. 2001 erhielt er als erster Staatsanwalt den Menschenrechtspreis des Deutschen Richterbundes.
2004 kehrte er nach Guatemala zurück und wurde zum Sonderstaatsanwalt für Korruptionsfälle ernannt. Er ist verheiratet und hat drei Kinder.